# DivX

Il vecchio logo

Il DivX è una tecnologia multimediale proprietaria basata su una variante del codec libero MPEG-4.
Di questa tecnologia fa parte tra l'altro un celebre compressore video sviluppato da DivX Inc. ed utilizzato da moltissime persone nel mondo. Grazie a questa tecnologia, DivX Inc. ha creato un ecosistema alternativo allo standard MPEG-4, che permette di usufruire del video digitale. Di tale ecosistema fanno parte, oltre ad applicazioni (software) per computer, anche lettori DVD/DivX e macchine fotografiche digitali. Attraverso l'apposito codec è possibile riprodurre e creare file video di questo formato. La particolarità del DivX, oltre alla sua presenza in parecchi prodotti di elettronica di consumo, sta nella sua versatilità nel produrre file di dimensioni ridotte di filmati di lunga durata, lasciando pressoché inalterata la qualità dell'immagine. In pratica, con le opportune impostazioni, è possibile convertire un film DVD di 6-8 Gigabyte in un file DivX di 700 MB (la dimensione di un CD-ROM) con una qualità video e audio più che discrete. Per questo motivo è stato al centro di controversie per il suo utilizzo nella duplicazione e distribuzione di DVD protetti.

## La storia
Nel 1997, Microsoft inizia a sviluppare un sistema di compressione video proprietario basato e ricalcato sul progetto libero che porterà al MPEG-4. Il suo obiettivo inizialmente è creare un file video di ottima qualità e di ridotte dimensioni, da destinare allo streaming e alla diffusione nella rete. Tuttavia, la ristrettezza della banda delle connessioni Internet sembra un ostacolo insormontabile. Dopo circa un anno, gli sviluppatori dell'azienda di Redmond decidono di riutilizzare lo standard MPEG-4 per realizzare una propria variante di compressione chiamata Div (Digital Internet Video), in seguito battezzata codename Windows Media Video V3 e scherzosamente definita dagli utilizzatori Microsoft Windows l'MP3 del video. Fu deciso di associare questo tipo di file al contenitore di file multimediali proprietario con l'estensione ASF (Advanced Streaming Format) e, di conseguenza, nel codec fu integrata la funzione AVI Lock, in modo da impedire agli utenti del sistema operativo Microsoft Windows la creazione di file video AVI. Nonostante gli sforzi dei programmatori, i risultati furono, però, pessimi: l'immagine, in particolare nelle scene molto movimentate, tendeva a rovinarsi in modo ben visibile. Dunque, il progetto fu abbandonato (verrà poi ripreso per creare il formato WMV).

### Nasce il DivX
Nel 1998, un hacker francese di nome Jerome Rota (allora conosciuto in rete come Gej), deluso dal formato ASF su Windows, non conoscendo l'esistenza del codec libero MPEG-4 e interessato all'idea di creare un formato video adatto alla diffusione in rete, decide di estrarre il codice sorgente dal codec proprietario Microsoft. Nell'estate del 1999, grazie all'aiuto dell'hacker tedesco Max Morice, ci riesce e viene a conoscenza dell'algoritmo di compressione che è la variante proprietaria del cuore MPEG-4 inserito nel codec di casa Microsoft. Come prima modifica, annullano il sistema AVI Lock, permettendo così agli utenti Windows la realizzazione di file AVI in formato MPEG-4. Successivamente, integrano un sistema per riprodurre l'audio nel formato MP3: una modifica che, nella sua semplicità, permette di ridurre ulteriormente le dimensioni finali del file video. Jerome decide di chiamare il codec DivX;-) (includendo nel nome una emoticon sorridente con l'occhiolino, con riferimento sarcastico al fallimento del DIgital Video eXpress (DIVX) che si stava realizzando in quel periodo). Rota ha dichiarato che inizialmente aveva pensato di chiamare il suo formato DVX ma si è subito reso conto che vi era un riferimento a Benito Mussolini che preferiva evitare.

### DivX 3.0
Nell'ottobre del 1999, dal sito http://divx.ctw.cc il codec prodotto da Jerome inizia a circolare nella rete come DivX ;-) release 3.11 alpha. Fornito di un'interfaccia che viene richiamata nell'ambito della creazione di un file DivX, il codec presenta due impostazioni principali: una definita Low Motion e una definita Fast Motion, la prima destinata all'elaborazione di filmati con molte scene statiche, la seconda, invece, di filmati con molte scene d'azione e dinamiche. Permette di impostare key frame e il bitrate per definire la compressione del video. L'unico difetto di questa versione è l'impossibilità di gestire il flusso audio nel formato WMA. Jerome, infatti, nomina la sua versione alpha perché, ancora, non è riuscito a crackare il codice del codec di Microsoft predisposto alla gestione del WMA e del decoder Direct Show.

### Il progetto DivX 4.0
Il codec DivX 3.11 alpha si dimostra essere una vera rivoluzione nel campo della creazione di file video in ambiente Windows con immagini di alta definizione e di ridotte dimensioni in Megabyte. Con il successivo avvento dei programmi di decriptazione dei DVD (il DeCSS) e di software freeware per generare file video, il DivX diventa il punto di riferimento per tutti gli utenti Microsoft Windows che vogliono copiare film DVD sui più diffusi ed economici CD-Rom. Dato l'enorme successo, Jerome decide di sviluppare il DivX a un livello più professionale e soprattutto senza problemi di interferenza con diritti di privativa o segreti industriali altrui, in quanto la prima versione nasceva da una copia dell'MPEG-4 di Microsoft. Quindi, assieme a Joe Bezdek e Eldon Hylton, fonda la Project Mayo, con lo scopo di realizzare una versione ufficiale ed evoluta del DivX; basata sulle specifiche già preesistenti dello standard ISO MPEG-4. Nel 2000, Jerome e i suoi colleghi iniziano lo sviluppo del DivX 4. Sfruttando le esperienze acquisite dal precedente codec e rielaborando l'algoritmo di compressione video in modo da essere del tutto estraneo a quello della Microsoft, vengono realizzate alcune versioni alpha, che, nonostante la buona qualità, le prestazioni e la velocità di elaborazione sono nettamente inferiori al DivX 3.

### DivX 4.0
Il 18 luglio 2001, la Project Mayo distribuisce la prima beta ufficiale del DivX 4.0 (successivamente, usciranno la beta 2 e la beta 3). Finalmente, tutti i problemi delle release precedenti sono stati risolti. Il nuovo codec è velocissimo nell'elaborazione, restituisce una sorprendente qualità dell'immagine ed è totalmente compatibile con tutte le versioni precedenti. L'ultima versione di questa release sarà la 4.11 Final. Molte sono le funzionalità introdotte rispetto alla versione 3, in particolare:
- Codifica a 1 o a 2 passaggi: nella versione 3 era possibile la creazione di un file video ad un unico passaggio. Adesso, è possibile creare un file video anche attraverso 2 passaggi, dove il primo ha il compito di analizzare il filmato per individuare le impostazioni migliori per generare il DivX.
- Datarate aumentato: adesso è possibile utilizzare un datarate fino a 6000 kbps.

### DivX 5.0
Nel 2002 ormai il DivX si è imposto come scelta privilegiata per gli utenti Microsoft Windows che creano copie di DVD, diffondendo filmati nella rete. Jerome fonda la DivX Network Inc. Il suo intento è commercializzare il codec DivX e tentare di introdurlo nell'ambito della produzione professionale. Il 3 settembre distribuisce il nuovo codec DivX 5.0, disponibile in tre versioni per i sistemi operativi Windows, GNU/Linux e Macintosh:
- Bundle Edition: una versione gratuita contenente il codec per la sola riproduzione dei film in DivX e un Player specifico.
- Standard Edition: una versione a pagamento del codec per riprodurre e creare DivX.
- Professional Edition: una versione a pagamento simile alla versione Standard che include il software Dr. DivX, specifico per la creazione di film in formato DivX.

Le novità introdotte rispetto alla versione 4 sono tantissime, ma queste le più rilevanti:
- One-pass VBR (Bitrate Variabile)
- Encoding in più passi (multi-pass encoding)
- Possibilità di selezionare il numero di key-frame
- Inserimento key-frame automatico
- Rilevamento automatico della scena
- 5 livelli di qualità di compressione predefiniti
- Possibilità di impostare il ridimensionamento del video (resizing)
- Possibilità di tagliare parte del video (cropping)
- Risoluzione: qualsiasi intero multiplo di 4 fino a 1920x1088
- Bitrate fino a 8000 Kbit/s
- Compatibilità con il formato MPEG-4

### Rivoluzione: DivX 6.0
Nel novembre del 2004, la DivX Labs (una sezione della DivX Networks Inc. dedicata allo sviluppo del codec) annuncia la distribuzione di DivX Plasma Alpha. Si tratta del primo prototipo dell'atteso DivX 6. Ma si dovrà aspettare l'estate del 2005 per l'uscita ufficiale della sesta release. DivX 6 non è una semplice, nuova versione del codec. Si tratta di una vera e propria rivoluzione. DivX 6, oltre ad una serie lunghissima di migliorie tecniche, supporta una serie di novità che lo rendono il diretto concorrente del DVD. Adesso, infatti, divenendo più aderente alle migliorie già presentate nel 1998 nello standard libero MPEG-4, può incorporare menu interattivi, capitoli, sottotitoli, tracce audio e video indipendenti (per nuove lingue e nuovi contenuti video) e l'audio fino a 6 canali (quindi dal Surround 5.1 al DTS). Supporta anche l'Alta Definizione (HD).

### DivX 7.0
Il primo formato di DivX in alta definizione fino a una risoluzione 1080p. Non si basa più sul codec MPEG-4 ASP estrapolato dal progetto di Microsoft ma sul codec libero H.264 distribuito gratuitamente per la prima volta nel 2005 da Apple QuickTime. Supporta l'incapsulamento Matroska (MKV). È stato distribuito a gennaio 2009 solo per Windows ed esiste anche la versione per macOS. Un dispositivo che supporta DivX 7 sarà identificato dalla scritta DivX Plus HD.

## DivX "alternativi"
La storia del DivX è un percorso molto travagliato: è nato come prodotto illegale da una versione crackata dell'MPEG-4 di Microsoft, quindi diventato un prodotto freeware e legale, infine sviluppato come prodotto commerciale. Se da un lato l'essere diventato una soluzione a pagamento gli ha permesso di raggiungere elevati standard qualitativi e di integrare funzioni molto avanzate, dall'altro lato ha, certamente, deluso tutta quella utenza che abbraccia la politica open source e del software libero, anche perché DivX non supporta Linux. Per questo motivo, mentre la DivX Networks Inc. sviluppava il DivX come soluzione avanzata commerciale, altri hanno utilizzato il codice nativo del "vecchio" DivX per creare delle soluzioni alternative.

### Kristal Studio e DivX 3.2
Verso la fine del 1999, un gruppo di appassionati di DivX fonda la Kristal Studio. Utilizzando il codice del DivX;-) 3.11 alpha, sviluppano un codec alternativo: eliminano l'elaborazione Fast Motion (a favore di un miglioramento del Low Motion) e vi integrano la tecnologia VKI (acronimo di Variable Keyframe Interval, inizialmente disponibile come patch da installare separatamente) che inserisce automaticamente un keyframe ad ogni cambio di scena. Inizialmente, il nuovo codec viene distribuito come DivX;-) 3.11 VKI. Successivamente, la Kristal Studio decide di cambiarne la release in 3.2 (la cui versione definitiva sarà la 3.22).

### OpenDivX
Nel gennaio del 2001, la Project Mayo inizia a sviluppare il codec DivX Deux, allo scopo di creare un codec DivX indipendente, legale ed evoluto. Quindi, propongono a tutti gli utenti un progetto open source per avviare lo sviluppo dell'OpenDivX, il codice che sarà alla base del DivX Deux. Come base di partenza, rielaborano il coder del MoMuSys (una versione open source del codec MPEG-4), mentre decidono di sviluppare da zero il decoder. Durante lo sviluppo, la Project Mayo decide di disporre un'autorizzazione restrittiva al codice: solo i membri del DARC (DivX Advanced Research Center) possono partecipare. Nel giugno del 2001, improvvisamente, la Project Mayo decide di chiudere il progetto OpenDivX scatenando il dissenso di tutti coloro che avevano partecipato. La Project Mayo viene, quindi, accusata di aver sfruttato le idee dei partecipanti per sviluppare il DivX 4.

### XviD
Poco prima della chiusura del progetto OpenDivX, uno dei membri del DARC, un giovane programmatore che si faceva chiamare Sparky, sviluppa la tecnologia encore2, destinata alla codifica del flusso video. Chiuso il progetto OpenDivX, l'encore2 viene utilizzato nel codec DivX4. Deluso e indignato, Sparky decide non solo di continuare lo sviluppo di encore2, ma di creare un proprio progetto, chiamandolo XviD, il cui nome non è altro che DivX letto al contrario (una evidente azione sarcastica). Nel luglio del 2001, Sparky apre il sito xvid.org e ufficializza il suo progetto open source. Le prime versioni hanno un buon successo ed integrano funzioni molto avanzate come:
- utilizzo di b-frame;
- global and quarter pixel motion compensation;
- quantizzazione adattiva: lumi masking;
- Trellis quantization;
- tipo di quantizzazione H.263 e MPEG.

Tuttavia, alcune funzioni integrate risultano essere protette da licenza in alcuni paesi. Dunque, Sparky compila subito la versione 1.0 e la pone sotto licenza GNU GPL v2. Oggi, il codec Xvid è considerato il diretto e degno concorrente del DivX e tra i migliori come risultato visivo.

### 3ivX
Sviluppato dalla 3ivX Technologies, il codec 3ivX non deriva direttamente dal DivX, ma sfrutta la parte di codice dell'MPEG-4 preposta all'encoding che è stata alla base del DivX fino alla versione 5. Per questo motivo, il codec 3ivX è in grado di riprodurre filmati creati con le versioni 3, 4 e 5 del DivX e anche quelli creati con l'Xvid. Il codec 3ivX è particolarmente apprezzato nell'ambiente Macintosh poiché è stato il primo codec basato sull'MPEG-4 ad offrire subito un totale supporto al sistema operativo macOS (oltre ai codec MPEG-4 nativi di Apple Quicktime già presenti nel sistema dal 1998).

## Utilizzo del DivX
Per la sua capacità di memorizzare un film di lunga durata in un file di ridotte dimensioni senza alterare significativamente la qualità dell'immagine, il DivX è chiaramente destinato allo streaming e alla diffusione in rete.

### CD Multimediali
Negli ultimi anni, molte aziende puntano sui CD multimediali, al posto delle classiche brochure, per presentarsi ai clienti in modo più originale ed efficiente. In questo ambito, il DivX si dimostra essere una buona soluzione nel caso di presenza di molti contenuti video. La possibilità di integrare in un semplice CD filmati di lunga durata permette di ridurre notevolmente i costi di produzione, in quanto il supporto CD è chiaramente più economico del supporto DVD.

### Duplicazione di DVD
L'utilizzo più diffuso del DivX è, certamente, nell'ambito della duplicazione di film in DVD. Un tipico film in DVD originale (e cioè offerto dalla casa editrice o cinematografica che lo pubblica o commercializza) occupa mediamente 6-8 Gigabytes di spazio; con il DivX questo può essere compresso fino ad arrivare ad una dimensione di circa 700 Megabytes, così da farlo stare su un singolo CD-ROM. La perdita di qualità non è significativa, se si escludono scene con molta azione. Alla compressione video eseguita con questo codec, bisogna aggiungere un ulteriore risparmio di spazio dovuto alla compressione audio, per la quale viene in genere utilizzato il noto MP3. Esistono molti programmi software che possono produrre un file DivX partendo da un normale DVD video, estraendo prima la traccia audio/video dal supporto originale by-passando la protezione CSS dei DVD (processo di ripping) e quindi convertendo la traccia video in un file codificato in DivX e la traccia audio in formato MP3 (processo di encoding). Il file AVI risultante può quindi essere facilmente tenuto sul disco rigido, masterizzato su un CD-R o DVD+/-R, o essere messo in condivisione su una rete peer-to-peer.

### DVD di nuova generazione
Con le innovazioni offerte dalla versione 6, si stanno affermando i DVD di nuova generazione basati sul DivX. Infatti, accanto alla notevole capacità di compressione associata a un'ottima qualità dell'immagine, adesso c'è la possibilità di integrare tutti gli elementi tipici dei DVD standard: menu interattivi, sottotitoli, lingue alternative e audio Surround 5.1 e DTS. Nel febbraio 2007, la DivX Network ha distribuito DivX Author 1.0, il software ufficiale per creare filmati DivX con le caratteristiche avanzate tipiche dei DVD.

### Streaming
Lo streaming è un sistema attraverso il quale è possibile visionare un film direttamente da una pagina web in tempo reale senza, necessariamente, dover prima scaricare l'intero film. Perché un film possa essere adatto allo streaming deve avere delle caratteristiche specifiche, in particolare buona qualità in pochissimi bytes. La DivX Networks Inc., con la pubblicazione del DivX 6, ha distribuito uno speciale plugin chiamato DivX Web Player che permette, con una serie di semplici comandi, di inserire un player Divx nelle proprie pagine web per leggere filmati DivX in streaming. Nel sito è disponibile una form che, compilata con i dati essenziali del proprio video, restituisce il codice html da copiare e incollare. Già ai tempi del Project Mayo, fu proposto il progetto DivX Streaming che, però, fu subito boicottato ed abbandonato.

## Telefonia
Nel febbraio del 2008, il processore per telefoni cellulari MV8722 della società coreana MtekVision è il primo a essere certificato DivX, utilizzati anche da Samsung.

## DivX e DIVX
Il marchio DivX viene spesso confuso con l'omonimo DIVX (scritto tutto maiuscolo) che è, invece, una sigla. DIVX (DIgital Video eXpress) è una tecnologia sviluppata nel 1998 da Circuit City, allo scopo di integrare nei supporti DVD a noleggio un nuovo tipo di protezione. La protezione DIVX prevede uno speciale blocco a tempo: in pratica, al momento dell'attivazione, il DVD è leggibile per 48 ore, allo scadere delle quali il DVD diventa illeggibile. Il DVD può essere "sbloccato" pagando una tariffa addizionale al negozio di noleggio. Per quanto originale, l'idea non ebbe successo, in quanto richiedeva che il lettore DVD fosse predisposto alla tecnologia DIVX e nessuna azienda partecipò al progetto.

## Lettori DivX
Alla pubblicazione della versione 5, la DivX Networks Inc. rilascia la certificazione DivX, con lo scopo di diffondere il marchio DivX Certified destinato ai produttori di dispositivi multimediali. La prima a rispondere è la Kiss Technologies. Osservata con giusto scetticismo dalle grandi aziende produttrici di lettori DVD, nel 2001 la Kiss immette nel mercato il Kiss DP-330, il primo lettore DVD capace di leggere i film nel formato DivX. Successivamente la Kiss ne immetterà di nuovi modelli sul mercato, ma tutti soffrono di vari problemi di incompatibilità con i vari formati DivX, causando spesso crash e riavvii dei filmati. Oggi, Samsung, Philips, Sony ed altre importanti aziende del settore multimediale e home theatre, producono lettori DVD capaci di riprodurre il formato DivX e Xvid. Tuttavia, l'esposizione del marchio DivX richiede l'acquisto della relativa licenza; per questo motivo, alcune piccole aziende immettono nel mercato lettori DVD capaci di leggere i DivX, ma senza certificazione. In questo caso, riportano la sigla MPEG-4 compatibile.

## Versioni
| Versione     | Sviluppatore       | Data di uscita    | Sistema Operativo  | Caratteristiche / Cambiamenti | Screenshot |
| ------------ | ------------------ | ----------------- | ------------------ | ----------------------------- | ---------- |
| 3.11 alpha   | Jerome Rota        |                   | Windows            |                               |            |
| 3.20         | Kristal Studio     |                   | Windows            |                               |            |
| 3.22         | Kristal Studio     |                   | Windows            |                               |            |
| 4.0          | Project Mayo       | 18 luglio 2001    | Windows / Linux    |                               |            |
| 4.0.1        | Project Mayo       |                   | Windows / Linux    |                               |            |
| 4.0.3        | Project Mayo       |                   | Windows / Linux    |                               |            |
| 4.1          | Project Mayo       |                   | Windows / Linux    |                               |            |
| 4.1.2        | Project Mayo       |                   | Windows / Linux    |                               |            |
| 5.0          | DivX Networks Inv. | 4 marzo 2002      | Windows / Mac OS   |                               |            |
| 5.0.1        | DivX Networks Inv. | 9 aprile 2002     | Windows / Mac OS   |                               |            |
| 5.0.2        | DivX Networks Inv. | 16 maggio 2002    | Windows / Mac OS   |                               |            |
| 5.0.3        | DivX Networks Inv. | 24 gennaio 2003   | Windows / Mac OS   |                               |            |
| 5.0.4        | DivX Networks Inv. | 17 aprile 2003    | Windows / Mac OS   |                               |            |
| 5.0.5        | DivX Networks Inv. | 24 aprile 2003    | Windows / Mac OS   |                               |            |
| 5.1          | DivX Networks Inv. | 2 settembre 2003  | Windows / Mac OS   |                               |            |
| 5.1.1        | DivX Networks Inv. | 19 novembre 2003  | Windows / Mac OS   |                               |            |
| 5.2          | DivX Networks Inv. | 14 luglio 2004    | Windows / Mac OS   |                               |            |
| 5.2.1        | DivX Networks Inv. | 8 settembre 2004  | Windows / Mac OS   |                               |            |
| 6.0          | DivX Networks Inv. | 15 giugno 2005    | Windows / Mac OS X |                               |            |
| 6.0.3        | DivX Networks Inv. | 18 ottobre 2005   | Windows / Mac OS X |                               |            |
| 6.1          | DivX Networks Inv. | 12 dicembre 2005  | Windows / Mac OS X |                               |            |
| 6.1.1        | DivX Networks Inv. | 17 gennaio 2006   | Windows / Mac OS X |                               |            |
| 6.2.0 Beta 1 | DivX Networks Inv. | 25 marzo 2006     | Windows / Mac OS X |                               |            |
| 6.2.1 Beta 1 | DivX Networks Inv. | 15 aprile 2006    | Windows / Mac OS X |                               |            |
| 6.2.2        | DivX Networks Inv. | 26 aprile 2006    | Windows / Mac OS X |                               |            |
| 6.2.5        | DivX Networks Inv. | 14 giugno 2006    | Windows / Mac OS X |                               |            |
| 6.4          | DivX Networks Inv. | 3 ottobre 2006    | Windows / Mac OS X |                               |            |
| 6.5          | DivX Networks Inv. | febbraio 2007     | Windows / Mac OS X |                               |            |
| 6.6          | DivX Networks Inv. | 3 maggio 2007     | Windows / Mac OS X |                               |            |
| 6.7          | DivX Networks Inv. | 20 settembre 2007 | Windows / Mac OS X | Profilo Ufficiale DivX 1080HD |            |
| 6.8          | DivX Networks Inv. | 21 febbraio 2008  | Windows / Mac OS X |                               |            |
| 7.0          | DivX Networks Inv. | gennaio 2009      | Windows / Mac OS X |                               |            |